# Gary Nylund
Gary Nylund (* 28. Oktober 1963 in Surrey, British Columbia) ist ein ehemaliger kanadischer Eishockeyspieler. Der Verteidiger absolvierte zwischen 1982 und 1993 über 600 Spiele für die Toronto Maple Leafs, Chicago Blackhawks und New York Islanders in der National Hockey League. Mit der kanadischen U20-Nationalmannschaft gewann er im Jahre 1982 die erste Goldmedaille bei Junioren-Weltmeisterschaften in der Geschichte des Teams.

## Karriere
Gary Nylund wurde in Surrey geboren und spielte in seiner Jugend unter anderem für die Delta Suns im benachbarten Delta. In der Saison 1978/79 wechselte er zu den Portland Winter Hawks in die Western Hockey League (WHL), die ranghöchste Juniorenliga der Region. Dort steigerte er seine persönliche Statistik von Jahr zu Jahr, bis er in der Spielzeit 1981/82 auf 66 Scorerpunkte in 65 Spielen kam und dafür sowohl mit der Bill Hunter Memorial Trophy als bester Abwehrspieler der Liga geehrt als auch ins WHL First All-Star Team berufen wurde. Darüber hinaus gewann er mit den Winter Hawks in diesem Jahr die WHL-Playoffs um den President’s Cup, während die Mannschaft im anschließenden Memorial Cup in der Gruppenphase scheiterte. Dennoch wählte man den Verteidiger ins All-Star-Team des Turniers. Nach dieser erfolgreichen Saison wurde er im NHL Entry Draft 1982 an dritter Stelle von den Toronto Maple Leafs ausgewählt.
Den Ansprüchen dieser hohen Draft-Position wurde Nylund in der Folge allerdings nicht gerecht, unter anderem aufgrund einer Knieverletzung, in Folge derer er große Teile seiner ersten beiden Spielzeiten in der National Hockey League (NHL) verpasste. Anschließend verbrachte er zwei weitere Jahre in Toronto, bevor sein auslaufender Vertrag am Ende der Saison 1985/86 nicht verlängert wurde. Demzufolge schloss er sich im August 1986 den Chicago Blackhawks an, bei denen er in der folgenden Spielzeit 1986/87 mit 27 Punkten seinen persönlichen Karriere-Bestwert erreichte und in der Saison 1987/88 mit seiner stets körperlich betonten Spielweise über 200 Strafminuten sammelte. Nach etwas mehr als zwei Jahren gaben ihn die Blackhawks im November 1988 samt Marc Bergevin an die New York Islanders ab und erhielten im Gegenzug Steve Konroyd und Bob Bassen.
Bei den Islanders war Nylund bis 1991 regelmäßig aktiv, bevor ihn eine weitere Verletzung für nahezu die gesamte Saison 1991/92 pausieren ließ. Nach weiteren 22 Partien für New York sowie einer Handvoll Spiele für deren Farmteam, die Capital District Islanders aus der American Hockey League, beendete er nach der Spielzeit 1992/93 seine Karriere. Insgesamt hatte er 632 NHL-Partien bestritten und dabei 177 Punkte sowie 1298 Strafminuten verzeichnet. Nach seiner aktiven Laufbahn kehrte der Kanadier in seine Heimat zurück und ist dort seither als Feuerwehrmann tätig. Zudem stand er zwischen 2010 und 2016 mehrfach als Assistenztrainer bei den Surrey Eagles, einer lokalen Juniorenmannschaft, hinter der Bande, verfolgte diese Karriere jedoch in der Folge nicht weiter.

### International
Während seiner letzten Saison bei den Portland Winter Hawks wurde Nylund in die kanadische U20-Nationalmannschaft berufen und gewann mit dieser bei der Junioren-Weltmeisterschaft 1982 die Goldmedaille, die erste für sein Heimatland in der Geschichte dieses Wettbewerbs.

## Erfolge und Auszeichnungen
- 1982 President’s-Cup-Gewinn mit den Portland Winter Hawks
- 1982 Bill Hunter Memorial Trophy
- 1982 WHL First All-Star Team
- 1982 All-Star-Team des Memorial Cups

### International
- 1982 Goldmedaille bei der Junioren-Weltmeisterschaft

## Karrierestatistik

### International
Vertrat Kanada bei:
- Junioren-Weltmeisterschaft 1982

(Legende zur Spielerstatistik: Sp oder GP = absolvierte Spiele; T oder G = erzielte Tore; V oder A = erzielte Assists; Pkt oder Pts = erzielte Scorerpunkte; SM oder PIM = erhaltene Strafminuten; +/− = Plus/Minus-Bilanz; PP = erzielte Überzahltore; SH = erzielte Unterzahltore; GW = erzielte Siegtore; 1 Play-downs/Relegation; Kursiv: Statistik nicht vollständig)